# Niall Ferguson
Niall Campbell Douglas Ferguson (Glasgow, 18 april 1964) is een Brits historicus. Hij is gespecialiseerd in financiële en economische geschiedenis, vooral in verschijnselen als hyperinflatie en obligatiemarkten en verder kolonialisme en cultuurgeschiedenis. Ferguson is sinds 2004 hoogleraar aan Harvard en sinds 2011 ook hoogleraar aan de London School of Economics.

## Biografie

### Opleiding en universitaire loopbaan
Ferguson begon zijn opleiding aan de Glasgow Academy (een sinds 1845 bestaande particuliere onderwijsinstelling) en van 1983 tot 1986 ging hij naar het Magdalen College in Oxford. Daarna volgden aanstellingen aan de universiteiten van Hamburg, Berlijn en Cambridge. In 1992 werd hij universitair docent moderne geschiedenis aan de Universiteit van Oxford en in 2000 werd hij er hoogleraar. Daarna volgden aanstellingen als hoogleraar aan de New York University (2002), de Harvard Business School (2004) en de London School of Economics (2010).

### Werk en invloed
In 2004 werd Ferguson genoemd als een van de 100 meest invloedrijke mensen van deze wereld volgens het tijdschrift Time. Sinds 2009 schrijft hij regelmatig in het tijdschrift Newsweek en is hij vaste medewerker van Bloomberg Television global network, een belangrijke commerciële zender op het gebied van zakelijk en financieel nieuws. Verder presenteerde hij een serie voor het Channel 4 televisieprogramma Civilization: Is the West History?
Tussen 1995 en 2011 verschenen minstens 15 boeken van zijn hand en leverde hij daarnaast bijdragen aan ongeveer 25 publicaties. Heel bekend zijn twee boeken:
- The Cash Nexus, Money And Power In The Modern World 1700-2000 (De geldmachine, geld en macht in de moderne wereld, 1700-2000)[1]
- Civilization: The West and the Rest (Beschaving, het westen en de rest)[2]

In 2011 en 2012 werkte hij aan een officiële biografie over Henry Kissinger waarbij hij toegang kreeg tot informatiebronnen die voor geen ander binnen het bereik liggen.
Ferguson is politiek gezien een Britse conservatief (een Tory), echter critici beschouwen hem als iemand die Whig-geschiedenis schrijft.
In mei 2013 kwam Ferguson onder vuur te liggen nadat hij op een conferentie in Carlsbad in Californië, waar hij 500 financieel adviseurs toesprak, enkele kwetsende en discriminerende uitspraken had gedaan over de wereldberoemde econoom John Maynard Keynes. Hij stelde onder meer dat Keynes 'niks om de toekomst van mensen gaf omdat hij kinderloos en homoseksueel was'. Nadat de uitspraken werden aangehaald door hoofdredacteur Tom Kostigen in het blad Financial Advisor, bood Ferguson via zijn website en via Twitter zijn excuses aan.

### Privéleven
Niall Ferguson trouwde in 1987 met de journaliste Susan Douglas. Ze kregen drie kinderen. Het echtpaar scheidde in 2011. In september 2011 trouwde Niall Ferguson met Ayaan Hirsi Ali, hun zoon werd geboren in december van datzelfde jaar. In een interview in de Britse krant de The Guardian sprak Ferguson over zijn liefde voor Ayaan waarbij hij schreef dat "zij beter dan enig ander die ik ken, begrijpt wat de westerse beschaving werkelijk betekent – en wat die nog steeds de wereld te bieden heeft".